# Aidano di Ferns
Aidano, o Áed, o Maedóc (Contea di Cavan, 558 circa – Ferns, 31 gennaio 632), è stato un vescovo irlandese.
È ritenuto il primo vescovo di Ferns ed è considerato il santo patrono di quella diocesi. Il suo culto fu confermato da papa Leone XIII nel 1902.

## Biografia
Secondo la tradizione agiografica apparteneva alla stirpe dei Connaught e, sin dall'infanzia, sarebbe stato autore di numerosi prodigi; dopo aver condotto una vita ascetica nel Leinster, si portò in Galles per studiare le Sacre Scritture e fu accolto da san Davide tra i suoi monaci a Menevia. Tornato in patria, fondò un'abbazia su un terreno donatogli da re Brandubh e fu eletto primo vescovo di Ferns.
Il National Museum of Ireland, a Dublino, custodisce un suo reliquario, la sua bisaccia e la sua campanella.

## Il culto
Il suo culto come santo fu confermato da papa Leone XIII con decreto del 19 giugno 1902.
Il suo elogio si legge nel martirologio romano al 31 gennaio.